# Reino de Breifne

Breifne v. 900

El reino de Bréifne, también conocido como Breffny, Brefnie, o Brenny que en irlandés significa montañoso, fue el territorio tradicional de un grupo tribal de Irlanda conocido como los Ui Briúin Bréifne. Incluía los modernos condados irlandeses de Leitrim y parte del condado de Cavan una zona que abarca la moderna diócesis de Kilmore. Durante su apogeo en el siglo XII, cuando Tighearnán Ua Ruairc (Tiernan O'Rourke) fue el rey de Bréifne, se extendió desde Kells, en el condado de Meath, hasta Drumcliffe, en el condado de Sligo.